# Nous les amoureux
Nous les amoureux (franszösche Aussprache [nu lez‿amuʁø]; übersetzt: Wir Liebenden oder Wir, die Liebenden) ist ein Lied des französischen Sängers Jean-Claude Pascal. Komponiert wurde der Song von Jacques Datin, der Text stammt von Maurice Vidalin. Der Lied war 1961 der luxemburgische Beitrag für die sechste Ausgabe des Eurovision Song Contest in Cannes. Gleichzeitig war es der erste Sieg für das Großherzogtum bei diesem Wettbewerb.

## Hintergrund

### Konzept
Nous les amoureux wurde von Jacques Datin komponiert und von Maurice Vidalin getextet. Aufgenommen wurde es von dem Sänger und Schauspieler Jean-Claude Pascal, der dieses Lied in Französisch, Deutsch und Italienisch sang.

Der Song beschreibt die gescheiterte Liebesbeziehung zwischen dem Sänger und seinem Gegenüber und thematisiert die Belastungen einer Beziehung, die durch andere abgelehnt wird, aber dennoch möglich sein wird:
[…] Nous, les amoureux – on voudrait nous séparer On voudrait nous empêcher d'être heureux […]

(Wir, die Liebenden - man möchte uns trennen. Man möchte uns daran hindern, glücklich zu sein)
[…] Mais l'heure va sonner les nuits moins difficiles Et je pourrai t'aimer sans qu'on en parle en ville […]

(Doch die Stunde wird kommen die Nächte weniger schwer. Und ich werde dich lieben können, ohne dass man in der Stadt davon spricht.)
[…] Nous, les amoureux – Il (Dieu) nous a donné le droit […]

(Wir Liebenden - Er (Gott) hat uns das Recht gegeben)
Pascal behauptete später, der Song handele von einer homosexuellen Beziehung und den damit verbundenen Schwierigkeiten.

### Eurovision Song Contest
Die luxemburgische Rundfunkgesellschaft Compagnie Luxembourgeoise de Télédiffusion (CLT) erwählte den Song als Beitrag für den 6. Eurovision Song Contest (ESC).
Am 18. März 1961 fand der ESC im Palais des Festivals et des Congrès in Cannes statt. Die Durchführung sowie die europaweite Übertragung der Veranstaltung oblag dem französischen Fernsehsender Radiodiffusion-Télévision Française (RTF). Pascal trat an 14. Stelle zwischen dem dänischen Beitrag Angelique von Dario Campetto und der britischen Band „The Allisons“ mit Are You Sure? auf. Léo Chauliac dirigierte das Live-Orchester beim luxemburgischen Beitrag.
Nous les amoureux gewann mit 31 Punkten vor den Beiträgen aus Großbritannien (24 Punkte) und der Schweiz (18 Punkte). Insgesamt haben 16 Länder teilgenommen. Luxembourg ist das seltene Kunststück gelungen, den Contest zu gewinnen und im Vorjahr Letzter gewesen zu sein.
Die BBC beendete in Großbritannien vorzeitig nach Bekanntgabe des Siegers die Übertrag, da der ESC länger als ursprüngliche geplant andauerte.
1962 erreichte Camillo Felgen mit Petit bonhomme für das Großherzogtum den dritten Platz, gewonnen hat die französische Sängerin Isabelle Aubret mit Un premier amour.
Im Rahmen der Feier zum 25-jährigen Bestehen des ESC trat Pascal mit dem Lied Nous les amoureux in der Show Songs of Europe auf.

## Trivia
Nous les amoureux war in der 7. Folge der 2. Staffel von Frankreich gegen den Rest der Welt (Französischer Originaltitel: Au service de la France) zu hören und wurde von Stéphanie Fatout and Bruno Paviot gesungen.
Das Lied ist auf der 4-Track-Single Toi das erste Stück auf der B-Seite.